# Brabham BT37
La Brabham BT37 è una vettura di Formula 1 progettata da Ralph Bellamy per il team britannico Brabham utilizzata nel Campionato mondiale di Formula 1 1972. 
Nelle 18 gare disputate, non ha raccolto nessuna vittoria, nessuna pole position e nessun giro veloce. I risultati migliori sono stati due quarti posti ottenuti Carlos Reutemann e Andrea De Adamich.
Nel 1974 e 1975, ha anche corso al RAC British Hill Climb Championship. Su questa vettura vi ha debuttato John Watson nel 1973.